# (5808) Babelʹ
(5808) Babelʹ es un asteroide perteneciente al cinturón de asteroides, región del sistema solar que se encuentra entre las órbitas de Marte y Júpiter, más concretamente a la familia de Eos, descubierto el 27 de agosto de 1987 por Liudmila Karachkina desde el Observatorio Astrofísico de Crimea (República de Crimea).

## Designación y nombre
Designado provisionalmente como 1987 QV10. Fue nombrado Babelʹ en homenaje al destacado escritor y dramaturgo ruso Isaac Emmanuilovich Babelʹ, en conmemoración al centenario de su nacimiento.

## Características orbitales
Babelʹ está situado a una distancia media del Sol de 3,001 ua, pudiendo alejarse hasta 3,319 ua y acercarse hasta 2,684 ua. Su excentricidad es 0,105 y la inclinación orbital 10,86 grados. Emplea 1899,75 días en completar una órbita alrededor del Sol.

## Características físicas
La magnitud absoluta de Babelʹ es 12. Tiene 13,37 km de diámetro y su albedo se estima en 0,172. 